# Гигантска вета
Гигантските вети (Deinacrida heteracantha) са вид насекоми от семейство Anostostomatidae.
Ендемит са за Нова Зеландия. 
Те са уязвим вид.
Таксонът е описан за пръв път от Адам Уайт през 1842 година.